# Tainan
Tainan (chinesisch 臺南市, Pinyin Táinán Shì, W.-G. T'ai-nan-shih, Zhuyin ㄊㄞˊ ㄋㄢˊ ㄕˋ, Pe̍h-ōe-jī Tâi-lâm-chhī – „Südtaiwan-Stadt“) ist die älteste und mit rund 1,9 Millionen Einwohnern sechstgrößte Stadt Taiwans. Die im Südwesten Taiwans liegende Stadt ist eine der sechs regierungsunmittelbaren Städte des Landes.

## Geschichte

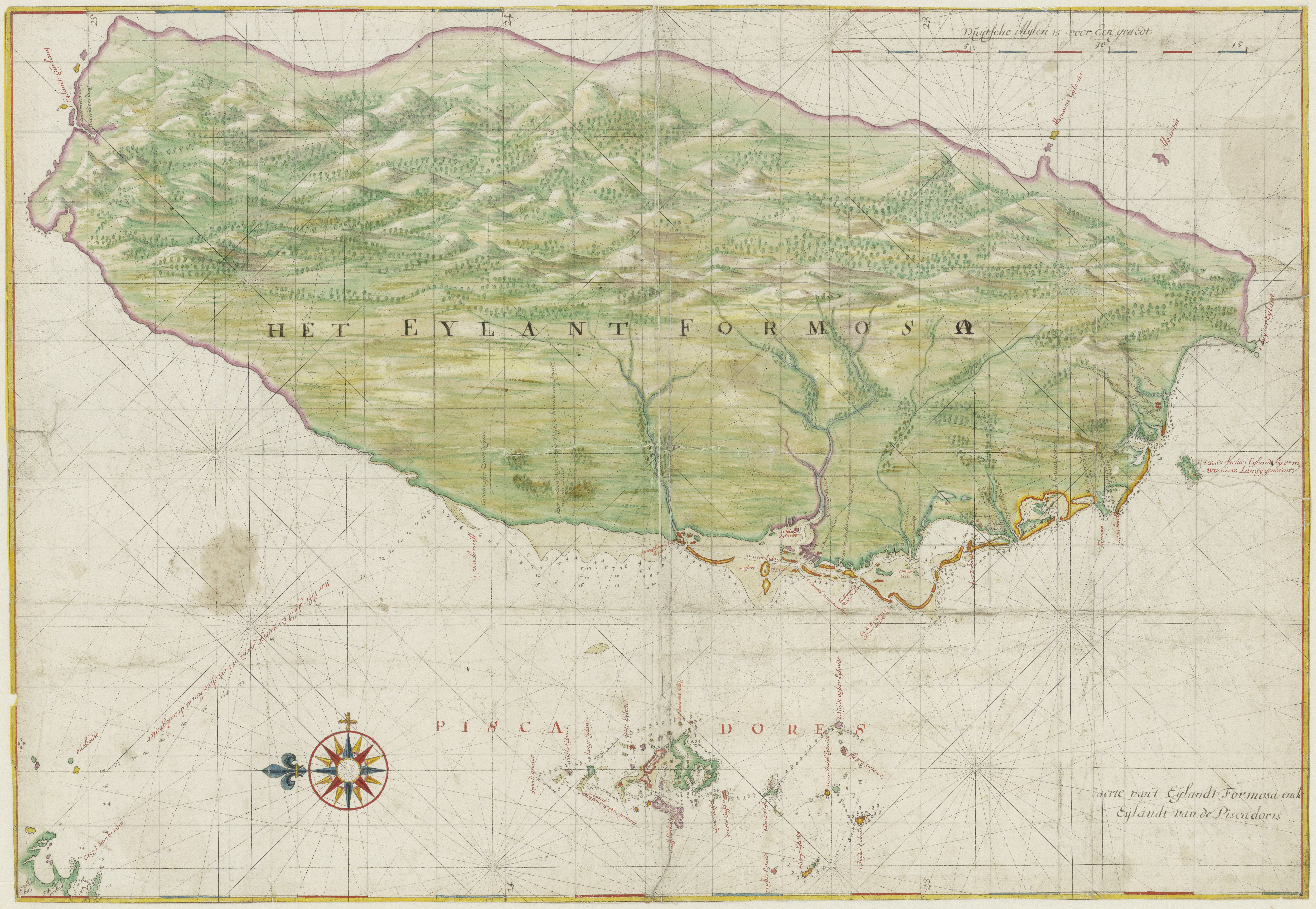
Niederländische Karte Taiwans aus dem Jahr 1640. Die Lagune und Fort Zeelandia sind gut sichtbar

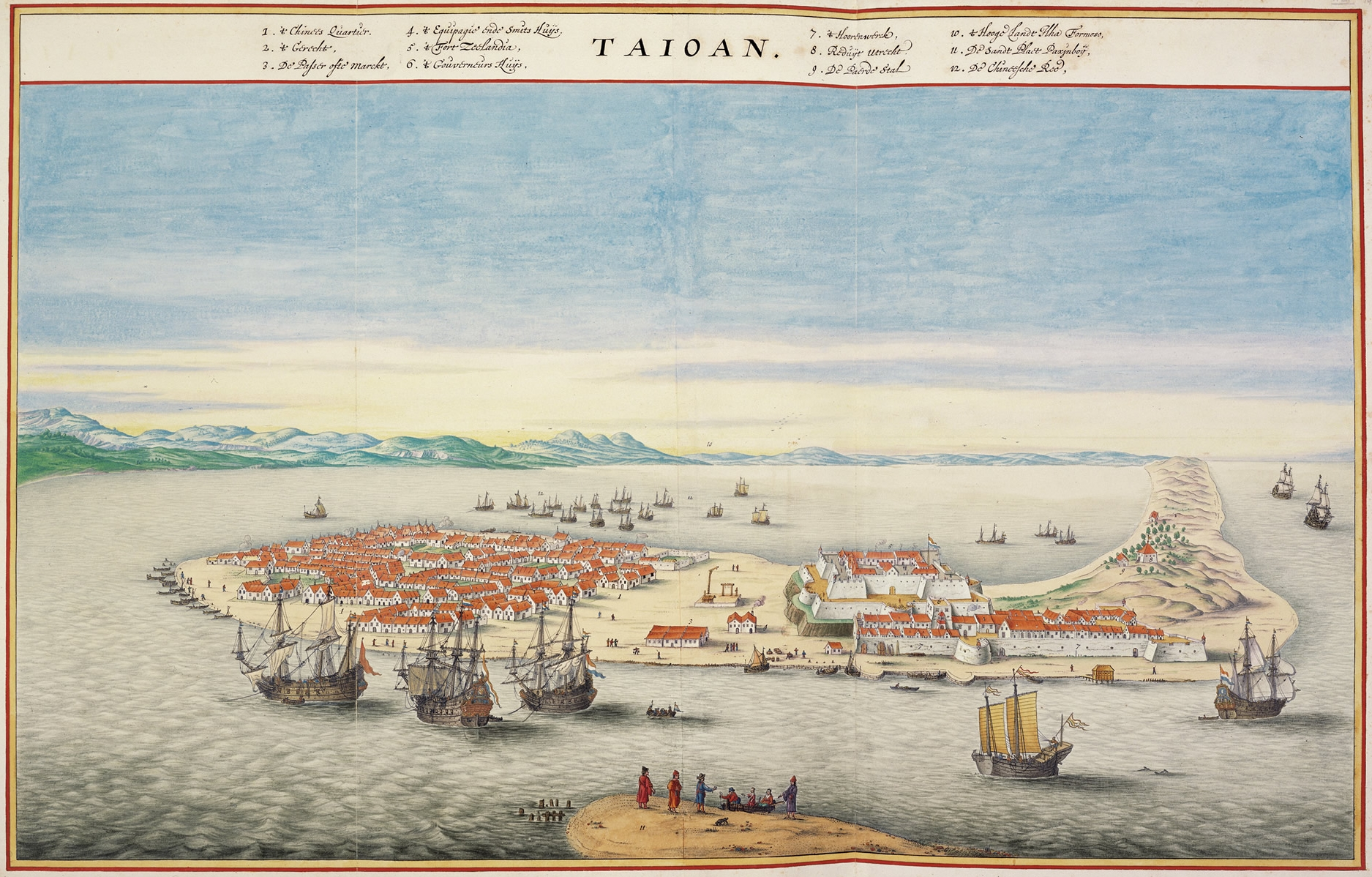
Fort Zeelandia nach dem Atlas Blaeu-Van der Hem (ca. 1664)

Ungefährer Küstenverlauf im 17. Jahrhundert (heutige Stadtteilgrenzen gestrichelt)

### Frühzeit und niederländische Herrschaft
Archäologische Ausgrabungen im Stadtbezirk Zuozhen legen nahe, dass die Region des heutigen Tainan seit mindestens 20.000 bis 31.000 Jahren bewohnt ist. Ursprünglich bewohnten Ureinwohner Taiwans, die Siraya und die Taivoan die Region. Das Sakam-Volk des Sinkan-Substammes der Siraya bewohnte das Gebiet der heutigen Stadt. Andere Stämme, darunter die Soelangh, Mattauw und Baccloangh, besiedelten die Umgebung.
In den 1620er-Jahren wurde wegen der günstigen Hafenlage an der Küste des heutigen Tainan eine niederländische Kolonialstadt errichtet. Frühe holländische Kolonisten hatten von Batavia (Niederländisch-Indien) aus versucht, Macau zu erobern und die Penghu-Inseln zu kontrollieren, jedoch ohne Erfolg. Im Juli 1622 hatte der Kommandant Cornelis Reyersz von der Niederländischen Ostindien-Kompanie bereits Taiwan erkundet, um einen geeigneten Standort zur Errichtung eines Handelspostens zu finden. 1624 gründeten die Niederländer unter Martinus Sonck auf der sandigen Halbinsel Tayouan (dem heutigen Bezirk Anping) eine kleine Festung namens „Orange“.
Das Fort wurde dann erweitert und in Fort Zeelandia umbenannt. Die Siedlung war ursprünglich als Stützpunkt und Basis für einen Angriff auf die spanischen Rivalen und als Handelsposten zwischen China und Batavia in Indonesien konzipiert.
Während der Amtszeit von Gouverneur Pieter Nuyts (1627–1629) kam es zwischen den niederländischen und japanischen Händlern zu Feindseligkeiten, was dazu führte, dass Nuyts von einem japanischen Händler, Hamada Yahyōe, als Geisel genommen wurde. 1662 vertrieb Zheng Chenggong die niederländische Garnison und 1684 wurde Tainan (unter dem Namen Taiwan-Fu, „Regierung Taiwans“) die Hauptstadt der Präfektur Taiwan.
Damals gab es im Bereich des heutigen Tainan die Taijiang-Lagune (台江內海,  Táijiāng Nèihǎi – „Taijiang-Binnenmeer“), die durch eine lange Nehrung vom offenen Meer abgeschirmt war. Fort Zeelandia lag an einer der Lagunen-Ausfahrten. Nach einem Sturm und einer großen Überflutung im Jahr 1823 änderte der Fluss Zengwen seinen Lauf, was zur Folge hatte, dass große Mengen Sediment in die Lagune eingetragen wurden und diese allmählich verlandete. Als Überreste des einstigen ‚Binnenmeeres‘ existieren heute noch die Sicao-Lagune im Bezirk Annan, die Qigu-Lagune im gleichnamigen Bezirk und die Kunshen-Lagune im Südbezirk.

### Seit dem 19. Jahrhundert
Erst im 19. Jahrhundert wurde Taipeh im Norden der Insel statt Tainan Hauptstadt. Während der Zeit der japanischen Herrschaft in Taiwan (1895–1945) wurde Tainan zunehmend im Wachstum von dem weiter südlich gelegenen Kaohsiung (1895–1945: Takao), dessen Hafen und Industrie systematisch ausgebaut wurden, überflügelt. Ab dem 1. Oktober 1920 war Tainan Verwaltungssitz der Präfektur Tainan. Nach Ende der japanischen Herrschaft und der Übernahme der Insel Taiwan durch die Republik China wurde die Präfektur am 7. Januar 1946 in den Landkreis Tainan transformiert. Die Städte Tainan und Chiayi wurden aus dem Landkreis ausgegliedert und erhielten den Status von kreisfreien Städten. Am 25. Oktober 1950 wurden vom Landkreis Tainan die nördlichen Anteile als neue Landkreise Chiayi und Yunlin abgespalten. Die Grenzen von Stadt und Landkreis Tainan blieben danach unverändert, bis der Landkreis am 25. Dezember 2010 aufgelöst und an die Stadt angegliedert wurde. Diese erhielt danach den Status einer regierungsunmittelbaren Stadt. Alle bisherigen Landkreisgemeinden erhielten den Status von Stadtbezirken.
Am 6. Februar 2016 war die Stadt von dem Erdbeben in Kaohsiung 2016 betroffen, das zu Schäden an Bauten und Infrastruktur führte und 116 Menschenleben forderte.
Tainan ist heute eine moderne Großstadt, die unter anderem die Cheng-Kung-Nationaluniversität beherbergt. Bei aller Modernität ist die Vergangenheit hier noch überall lebendig: Alte Tempel, Überreste von mehr als 300 Jahre alten Forts und Gebäude aus der Zeit der japanischen Herrschaft zeugen sowohl von der Verbundenheit Taiwans mit der chinesischen Kultur als auch von der wechselhaften und vielfältigen Geschichte der Insel.

### Koloniale Spuren

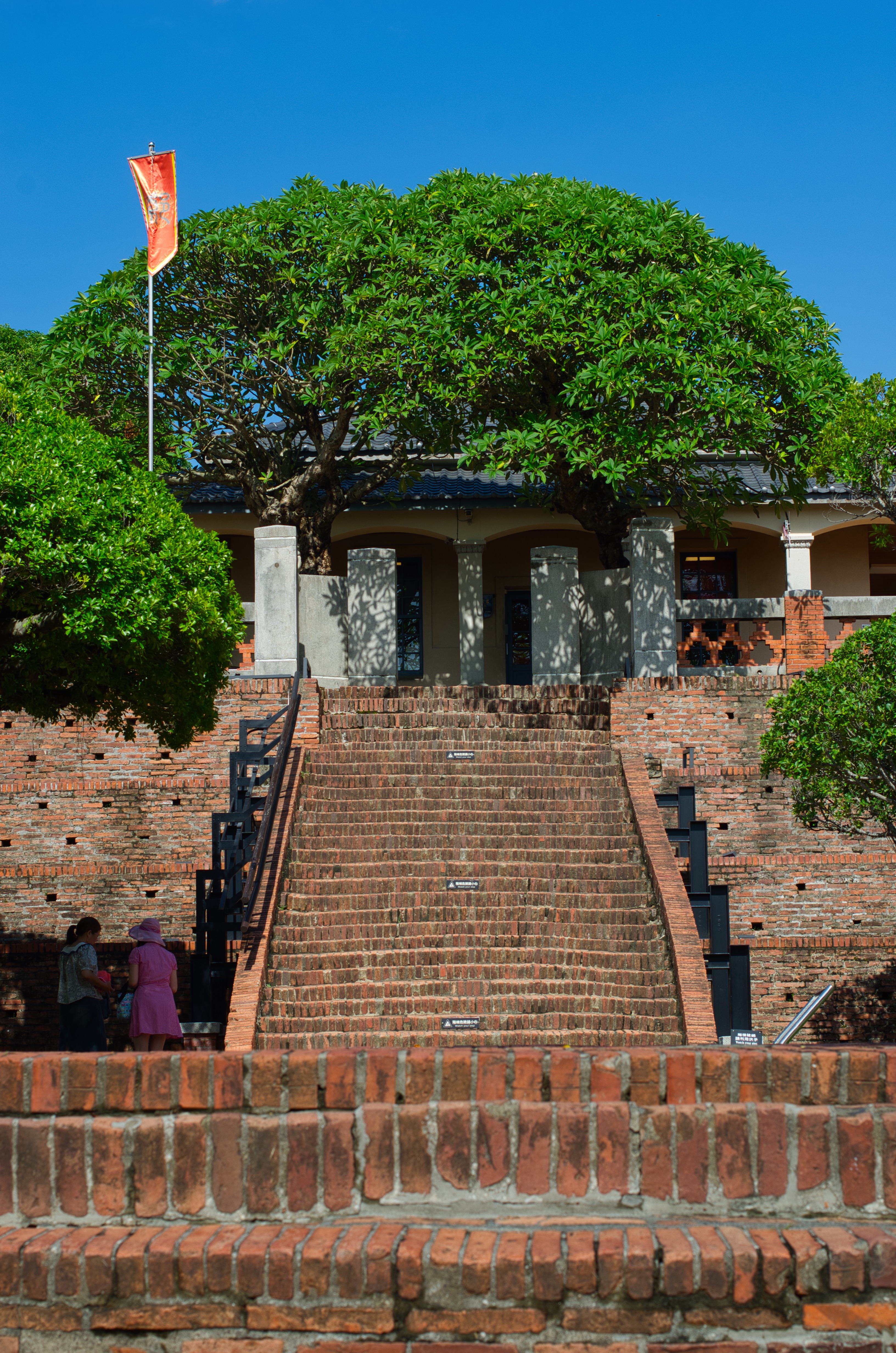
Gebäude im Fort Zeelandia

Fort Zeelandia wurde im 17. Jahrhundert von der Niederländischen Ostindien-Kompanie VOC im heutigen Bezirk Anping erbaut und war ein bedeutender militärischer Außenposten der Kompanie. Die Festung bestand aus einem inneren und äußeren Fort und diente dem Schutz der niederländischen Handelsinteressen in der Region. 1662 wurde die Festung nach einem monatelangen Belagerungskrieg von Zheng Chenggong (Koxinga) eingenommen, was das Ende der niederländischen Herrschaft auf Taiwan markierte. Heute sind Teile der Festung als Anping-Altes-Fort (安平古堡 Anping Gubao) eine bedeutende historische Stätte inklusive Museum.
Nach der Niederschlagung eines chinesischen Aufstands beschloss die niederländische Kolonialführung, neben Fort Zeelandia noch eine Festung zur Kontrolle Südtaiwans zu errichten. 1653 wurde Fort Provintia fertiggestellt, in dem neben 500 Soldaten auch verschiedene Verwaltungseinheiten stationiert wurden. Nach der Invasion durch Koxinga 1661 bis zur Übernahme durch die Qing-Dynastie 1683 wurde Fort Provintia zum Verwaltungssitz des Dongning-Königreichs. Obwohl der Großteil des alten Forts nicht erhalten ist, wird das Gelände noch heute als Erinnerungsort der kolonialen Vergangenheit genutzt.
Die Anping Old Street im unmittelbaren Umfeld des Fort Zeelandia ist die wohl älteste Straße Taiwans und wurde zur niederländischen Kolonialzeit gebaut. Die meisten heute anliegenden Gebäude sind im Stil der taiwanischen Stadtplanung der Qing-Dynastie errichtet. Die Straße war ursprünglich nur 2–3 m breit, wurde jedoch 2004 aus Brandschutzgründen auf Drängen von Anwohnern verbreitert.
Das heutige Tainan Krankenhaus wurde 1896 während der japanischen Kolonialzeit gegründet und war Teil der japanischen Bemühungen, die Gesundheitsinfrastruktur in Taiwan zu modernisieren. Ursprünglich als Tainan State Hospital errichtet, wurde es nach dem Ende der japanischen Herrschaft 1945 von der taiwanischen Regierung übernommen und umbenannt. Das Krankenhaus spielte eine Schlüsselrolle in der Kolonialpolitik zur Verbesserung der öffentlichen Gesundheitsversorgung.
Die Tainan Nationaluniversität wurde 1899 während der frühen japanischen Kolonialzeit als Tainan Normal School etabliert. Nach der Rückgabe Taiwans hatte die Universität mehrere Jahrzehnte ihren Fokus auf die Ausbildung von Lehrkräften, seit 2004 ist sie allgemeine Nationaluniversität und gilt heute als eine der renommiertesten Universitäten Taiwans. Sie unterhält zahlreiche Partnerschaften u. a. zur Tsinghua-Universität, der Universität Heidelberg und der FU Berlin.
Die alte Magistratresidenz wurde 1900 im englischen Kolonialstil als Residenz für den kolonialen Präfekturgouverneur Imai Konichi erbaut. Im Zuge des Zweiten Chinesisch-Japanischen Kriegs wurde ein Luftschutzbunker im südöstlichen Gebäudeteil eingerichtet. Nach zwischenzeitlicher Nutzung des Gebäudes durch verschiedene Behörden öffnete im Gebäude 2015 ein Café.

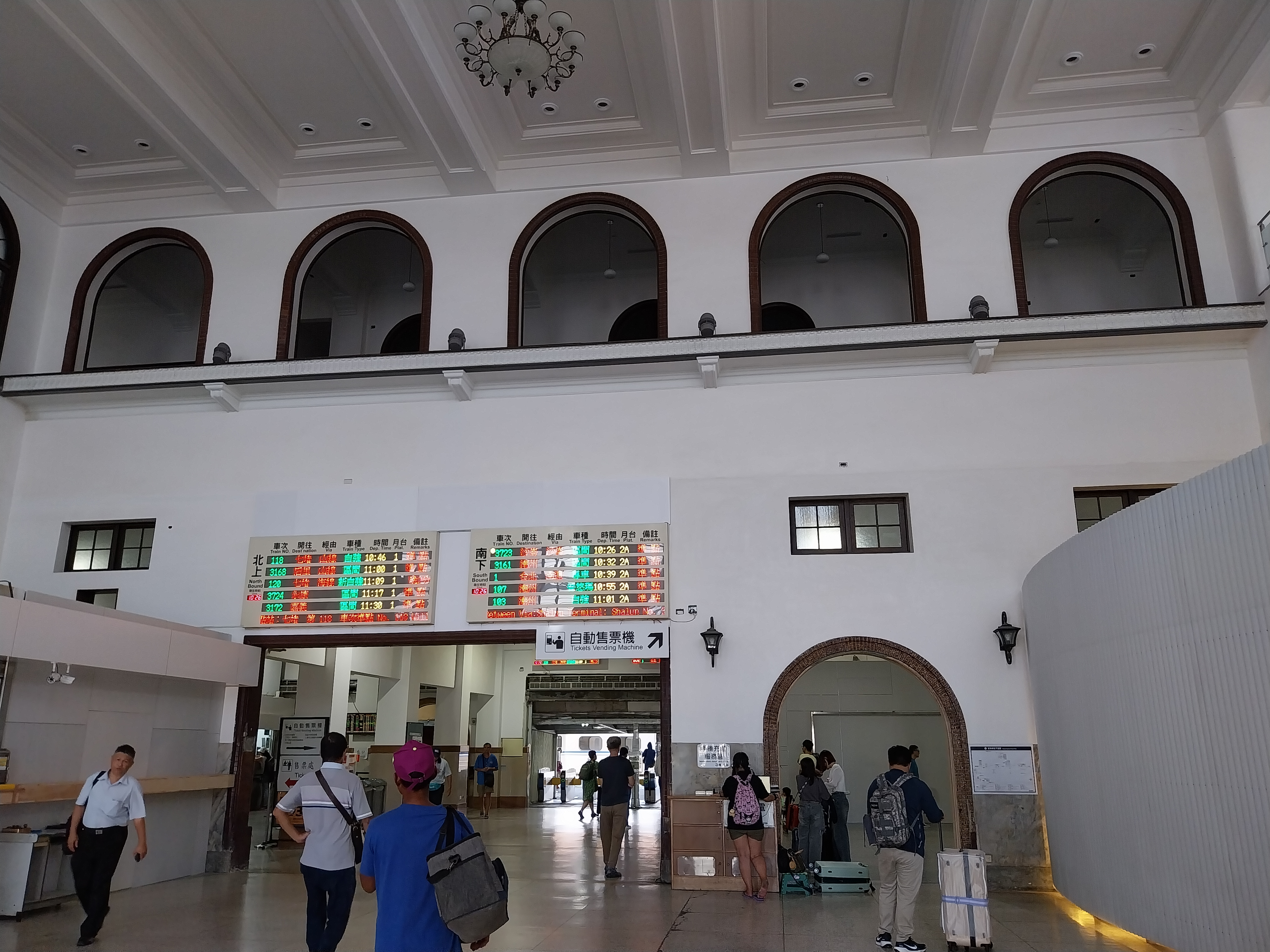
Wartehalle des Bahnhofs Tainan

Der Bahnhof von Tainan wurde 1900 zur besseren Vernetzung mit anderen großen Städten Taiwans gebaut. Trotz mehreren Renovierungen und einer kompletten Neuerrichtung aufgrund von Sturmschäden 1911, Gleiserweiterungen 1936, Kriegsschäden durch die USA 1945 und einem Einsturz der Lobby 2017 ist der historische Stil des Gebäudes der zweiten Generation (1936) bis auf die Änderung der Fassadenfarbe von hellgelb auf weiß erhalten geblieben. Ein zwischenzeitlich im Obergeschoss eingezogenes Restaurant und Bahnhofshotel mussten wieder schließen. Bis 2026 sollen alle Gleise in den Untergrund verlegt werden.
Die Alishan Forest Railway wurde 1912 von der japanischen Kolonialregierung erbaut, um den Transport von Zedern- und Taiwanienholz aus den Wäldern des Alishan-Gebirges zu ermöglichen. Das Projekt war Teil der umfassenderen Ausbeutung Taiwans natürlicher Ressourcen. Die Eisenbahn, die durch Berghänge und Wälder verläuft, diente hauptsächlich der Holzindustrie, entwickelte sich aber bereits in den 1930er Jahren auch zu einer Touristenattraktion. Die Strecke führt über 50 Tunnel und zahlreiche spektakuläre hölzerne Brücken. Auch nach dem Ende der Abholzung 1988 bleibt die Alishan Forest Railway als kulturelles Erbe und beliebte Touristenattraktion erhalten.
Das Gebäude des ehemaligen Landgerichts wurde 1912 im westlichen Stil erbaut und spiegelt die juristische Modernisierung und Institutionalisierung während der japanischen Kolonialzeit wider. Heute beinhaltet es das Tainan Judical Museum.
Die Tainan Second Senior High School wurde 1914 als Taiwan Governor’s Palace Tainan Middle School zur Ausbildung japanischer Jugendlicher gegründet. Trotz umfangreicher Umbauarbeiten wurde der toskanische Stil der Gebäude großteils beibehalten.
Der ehemalige Sitz der Präfektur in Tainan wurde 1916 während der japanischen Kolonialzeit im Einfluss europäischer Baustile erbaut. Das Verwaltungsgebäude mit Mansarddach und neoklassischen Elementen war nach einigen Schäden im Zweiten Weltkrieg jahrzehntelang dem Verfall ausgesetzt. Nach einer Restauration 1999 beinhaltet es seit 2003 das National Museum of Taiwan Literature.

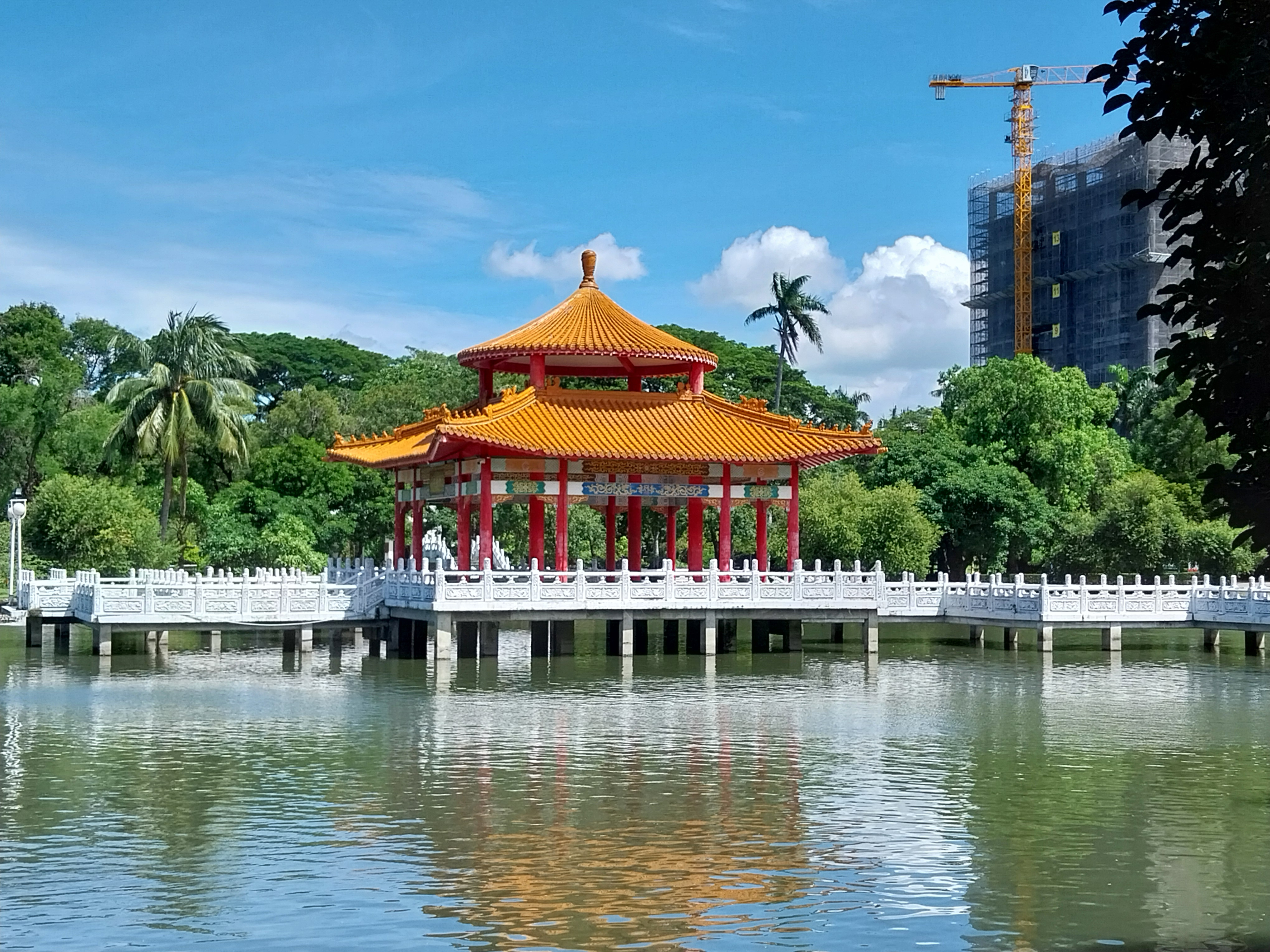
See im Park Tainan

Der Tainan Park (Zhongshan Park) wurde 1917 von der japanischen Kolonialverwaltung angelegt, um der wachsenden Bevölkerung Tainans einen öffentlichen Erholungsraum zu bieten und die japanische Herrschaft zu symbolisieren. Die japanische Gartenarchitektur mit Elementen traditioneller taiwanischer Kultur ist bis heute ein beliebter Ort bei Touristen und einheimischer Bevölkerung.
Die National Tainan First Senior High School (als Tainan Prefectural Second High School, ab 1945 Taiwan Provincial Tainan First High School) wurde 1922 etabliert, um den Nachwuchs der japanischen kolonialen Elite auszubilden. Die japanischen barocken Gebäude sind bis heute gut erhalten.
Das ehemalige Gebäude der Polizeibehörde von Tainan wurde 1931 im Art-déco-Stil errichtet und diente bis 2011 als Zentrale Polizeidienststelle. Die ursprüngliche khakifarbene Glasur wurde zwischenzeitlich zur einheitlichen Identifizierung mit der Polizei durch eine rote ersetzt, vor einigen Jahren jedoch wieder durch die Originalfarbe ersetzt. Heute ist es das Gebäude 1 des Tainan Art Museums.

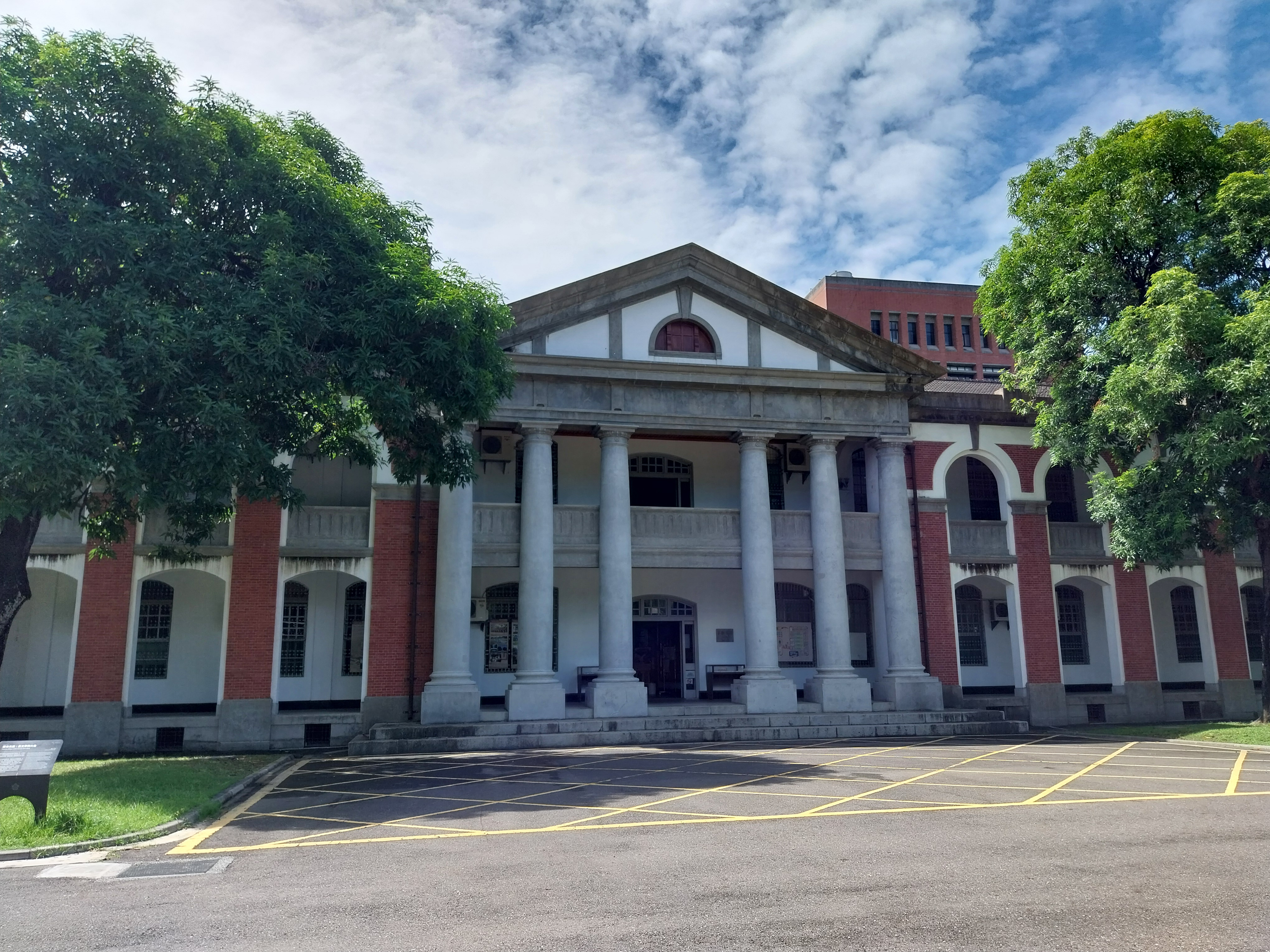
Historisches Gebäude auf dem Campus der Cheng Kung Nationaluniversität

Die Cheng-Kung-Nationaluniversität wurde 1931 von der japanischen Kolonialverwaltung als Technische Höhere Schule Tainan gegründet. Seit 1956 werden auch nichttechnische Studiengänge angeboten. Obgleich auch viele moderne Gebäude gebaut wurden, beinhaltet der Campus neben verschiedenen weiteren historischen Orten auch einige Gebäude in der japanischen kolonialen Architektur. Die NCKU gilt als eine der renommiertesten Universitäten Taiwans und unterhält u. a. Partnerschaften zur TU Darmstadt, University of Manchester und der KU Leuven.
Der Hayashi Department Store wurde 1932 als zweites Kaufhaus Taiwans (zwei Tage nach dem Juyuan-Kaufhaus in Taipeh) eröffnet. Nach jahrzehntelanger Zwischennutzung und Leerstand seit Ende der Kolonialzeit eröffnete es 2014 erneut als Kaufhaus. Viele historische Elemente, u. a. der Torii-Schrein im obersten Stockwerk, ein amerikanisches Einschussloch aus dem Zweiten Weltkrieg und ein historischer Mosaikfußboden im Aufzug erinnern an die Vergangenheit des Gebäudes.
Die Xinhua Old Street hat ihre Ursprünge in der japanischen Kolonialzeit, wo sie insbesondere ab 1937 als wichtiges Handelszentrum fungierte. Aufgrund der verkehrsgünstigen Lage zwischen den Bergen und der Stadt florierte die Wirtschaft in dieser Region und es entstanden viele Gebäude im Barockstil. Heute sind viele der historischen Bauwerke, die teilweise auch Art-déco-Einflüsse aufweisen, gut erhalten und prägen das Bild der Straße.

## Geographie
Das Gebiet der Stadt wird begrenzt vom Landkreis Chiayi im Norden und der Stadt Kaohsiung im Süden und Osten. Im Nordwesten grenzt es an die Taiwanstraße. Der westliche Teil gehört zur intensiv landwirtschaftlich genutzten Jianan-Ebene, der größten Ebene Taiwans. Östlich schließt sich eine Hügellandschaft an, im äußersten Osten befinden sich Ausläufer des Alishan-Gebirges. Das Küstengebiet ist von zahlreichen Lagunen und Kanälen durchzogen. Im Küstenbereich hat Tainan Anteil am Taijiang-Nationalpark.

## Klima
Die Jahresmitteltemperatur  beträgt etwa 24 °C und der Jahresniederschlag liegt bei 1700 mm. Das Klima Tainans ist stark durch den Südwest-Monsun geprägt, der in den Sommermonaten Mai bis August den meisten Regen bringt. Der Nordost-Monsun, der in den Monaten Oktober bis März weht, verliert dagegen seine Regenwolken schon an der Nordwestküste Taiwans bzw. im Zentralgebirge. Im Ergebnis sind die Sommer in Tainan subtropisch bis tropisch warm und regenreich, die Wintermonate milde und trocken. Die Taifun-Saison, in der tropische Stürme auftreten können, dauert von Juli bis Oktober.
|                        | Jan  | Feb  | Mär  | Apr  | Mai   | Jun   | Jul   | Aug   | Sep  | Okt  | Nov  | Dez  |   |         |
| Mittl. Temperatur (°C) | 17,6 | 18,6 | 21,2 | 24,5 | 27,2  | 28,5  | 29,2  | 28,8  | 28,1 | 26,1 | 22,8 | 19,1 | ⌀ | 24,3    |
| Mittl. Tagesmax. (°C)  | 22,9 | 23,8 | 26,4 | 29,1 | 31,3  | 32,1  | 32,9  | 32,5  | 32   | 30,7 | 27,7 | 24,1 | ⌀ | 28,8    |
| Mittl. Tagesmin. (°C)  | 14,1 | 15,1 | 17,5 | 21,2 | 24,1  | 25,7  | 26,4  | 26    | 25,3 | 23   | 19,6 | 15,6 | ⌀ | 21,2    |
|                        |      |      |      |      |       |       |       |       |      |      |      |      |   |         |
| Niederschlag (mm)      | 17,3 | 28,1 | 38,5 | 79,5 | 173,6 | 371,5 | 357,7 | 395,1 | 178  | 27,8 | 16,7 | 14,4 | Σ | 1.698,2 |
|                        |      |      |      |      |       |       |       |       |      |      |      |      |   |         |
| Sonnenstunden (h/d)    | 5,8  | 5,6  | 5,8  | 5,8  | 6     | 6,1   | 6,8   | 6,1   | 6    | 6,3  | 5,8  | 5,6  | ⌀ | 6       |
|                        |      |      |      |      |       |       |       |       |      |      |      |      |   |         |
| Regentage (d)          | 3,7  | 4,7  | 5    | 7,2  | 9,2   | 13,1  | 12,2  | 15,3  | 9,5  | 2,5  | 2,2  | 2,8  | Σ | 87,4    |

| 14,1 |

| 15,1 |

| 17,5 |

| 21,2 |

| 24,1 |

| 25,7 |

| 26,4 |

| 26 |

| 25,3 |

| 23 |

| 19,6 |

| 15,6 |

| 14,1 |

| 15,1 |

| 17,5 |

| 21,2 |

| 24,1 |

| 25,7 |

| 26,4 |

| 26 |

| 25,3 |

| 23 |

| 19,6 |

| 15,6 |

## Verkehr

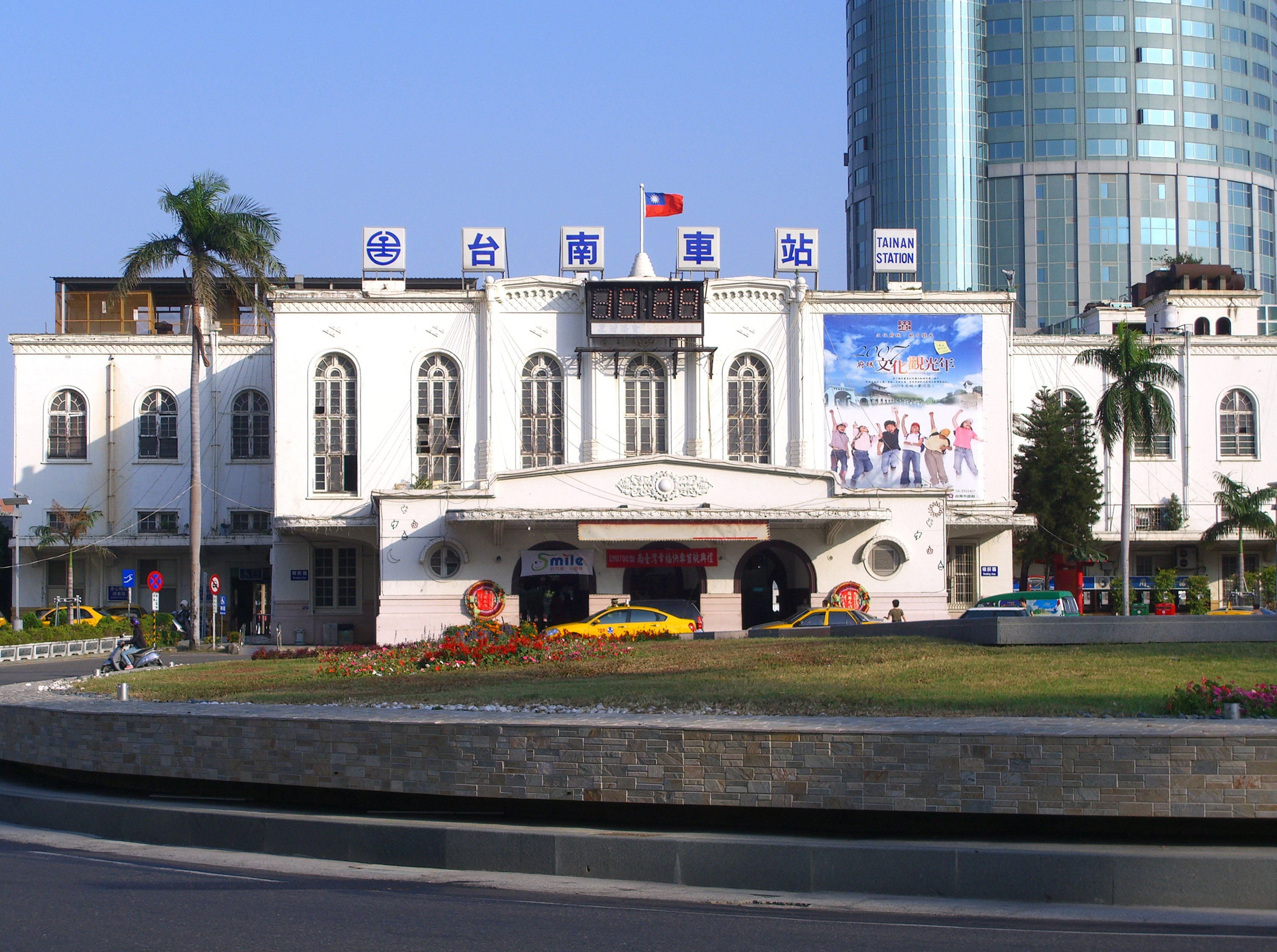
Bahnhof in Tainan

Die wichtigsten Verkehrsachsen Westtaiwans durchqueren Tainan. Tainan verfügt über einen Bahnhof mit Zugverbindungen nach Norden (Keelung/Taipeh/Taichung) und Süden (Kaohsiung, Pingtung). Die Taiwanische Hochgeschwindigkeitsbahn (THSR) verläuft außerhalb des Stadtzentrums. Der einzige Bahnhof liegt nahe dem Technologiepark Tainan im südlichen Stadtbezirk Guiren (Expresszüge halten nicht).
Die Einschienenbahn Tainan befindet sich in Bau.
Autobahnen und Express-Straßen verbinden Tainan mit anderen Orten auf Taiwan. Tainan hat einen Seehafen und mehrere kleinere Fischereihäfen zur Taiwanstraße.
Ein Militärflugplatz bei der Stadt wird auch als ziviler Flughafen Tainan genutzt und von lokalen Fluggesellschaften wie TransAsia Airways angeflogen.

## Administrative Gliederung
Am 25. Dezember 2010 wurde der umliegende Landkreis Tainan in die Stadt Tainan eingegliedert. Dadurch wurde die Einwohnerzahl von knapp 800.000 auf knapp 1,9 Millionen mehr als verdoppelt, die Stadtfläche von 175,6 km² auf 2.191 km² mehr als verzehnfacht.
Die vergrößerte Stadt Tainan ist in 37 Bezirke (區,  Qū) eingeteilt. Sechs Bezirke gehören zu der im Südwesten des Stadtgebiets gelegenen „Kernstadt“ und weitere 31 Bezirke sind aus den zuvor eigenständigen Städten und Gemeinden des Landkreises Tainan hervorgegangen.
|                                       |                    |
| Schematische Karte                    |                    |
| Bezirk (deutsch, chin., Hanyu Pinyin) |                    |
| Annan                                 | 安南區, Annán qū   |
| Anping                                | 安平區, Anpíng qū  |
| Zentrum-Westbezirk                    | 中西區, Zhōngxī qū |
| Nordbezirk                            | 北區, Běi qū       |
| Ostbezirk                             | 東區, Dong qu      |
| Südbezirk                             | 南區, Nán-qū       |

| Stadtbezirke von Tainan |
| --- |
| Beimen Danei Dongshan Guanmiao Guantian Guiren Houbi Jiali Jiangjun Liujia Liuying Longqi Madou Nanhua Nanxi Qigu Rende Shanhua Shanshang Anping Nord Zentr.- West Ost Süd Xiaying Xigang Xinhua Xinshi Xinying Xuejia Yanshui Yongkang Yujing Zuozhen Anding Annan Baihe Landkreis Chiayi Kaohsiung |

| Bezirk                                   | chin.  | Hanyu Pinyin | Taiwanisch (POJ) | Hakka        | Fläche (km²) | Ein- wohner | Ew./ km² |
| ---------------------------------------- | ------ | ------------ | ---------------- | ------------ | ------------ | ----------- | -------- |
| Zentrum-Westbezirk                       | 中西區 | Zhōngxī      | Tiong-se         | Chûng-sî     | 6,2600       | 77.770      | 12.423   |
| Ostbezirk                                | 東區   | Dōng         | Tang             | Tûng         | 13,4156      | 186.841     | 13.927   |
| Südbezirk                                | 南區   | Nán          | Lâm              | Nàm          | 27,2681      | 125.394     | 4.598    |
| Nordbezirk                               | 北區   | Běi          | Pak              | Pet          | 10,4340      | 132.726     | 12.721   |
| Anping                                   | 安平區 | Ānpíng       | An-pêng          | An-phìn      | 11,0663      | 66.496      | 6.009    |
| Annan                                    | 安南區 | Ānnán        | An-lâm           | An-nàm       | 107,2016     | 192.224     | 1.793    |
| Yongkang                                 | 永康區 | Yǒngkāng     | Éng-khong        | Yún-không    | 40,2753      | 233.905     | 5.808    |
| Guiren                                   | 歸仁區 | Guīrén       | Kui-jîn          | Kûi-yìn      | 55,7913      | 68.424      | 1.226    |
| Xinhua                                   | 新化區 | Xīnhuà       | Sin-hòa          | Sîn-fa       | 62,0579      | 43.630      | 703      |
| Zuozhen                                  | 左鎮區 | Zuǒzhèn      | Chó-tìn          | Tsó-tsṳ́n     | 74,9025      | 4.876       | 65       |
| Yujing                                   | 玉井區 | Yùjǐng       | Gio̍k-chéⁿ        | Ngiu̍k-tsiáng | 76,3662      | 14.151      | 185      |
| Nanxi                                    | 楠西區 | Nánxī        | Lâm-se           | Nàm-sî       | 109,6316     | 9.717       | 89       |
| Nanhua                                   | 南化區 | Nánhuà       | Lâm-hòa          | Nàm-fa       | 171,5198     | 8.787       | 51       |
| Rende                                    | 仁德區 | Réndé        | Jîn-tek          | Yìn-tet      | 50,7664      | 75.518      | 1.488    |
| Guanmiao                                 | 關廟區 | Guānmiào     | Koan-biō         | Kûan-meu     | 53,6413      | 34.433      | 642      |
| Longqi                                   | 龍崎區 | Lóngqí       | Liông-kiā        | Liùng-khì    | 64,0814      | 4.038       | 63       |
| Guantian                                 | 官田區 | Guāntián     | Koaⁿ-tiān        | Kôn-thièn    | 70,7953      | 21.448      | 303      |
| Madou                                    | 麻豆區 | Mádòu        | Môa-tāu          | Mà-theu      | 53,9744      | 44.603      | 826      |
| Jiali                                    | 佳里區 | Jiālǐ        | Ka-lí            | Kâ-lî        | 38,9422      | 59.380      | 1.525    |
| Xigang                                   | 西港區 | Xīgǎng       | Sai-káng         | Sî-kóng      | 33,7666      | 24.758      | 733      |
| Qigu                                     | 七股區 | Qīgǔ         | Chhit-kó͘         | Tshit-kú     | 110,1492     | 22.974      | 209      |
| Jiangjun                                 | 將軍區 | Jiāngjūn     | Chiong-kun       | Tsiông-kiûn  | 41,9796      | 19.849      | 473      |
| Xuejia                                   | 學甲區 | Xuéjiǎ       | Ha̍k-kah          | Ho̍k-kap      | 53,9919      | 26.078      | 483      |
| Beimen                                   | 北門區 | Běimén       | Pak-mn̂g          | Pet-mùn      | 44,1003      | 11.188      | 254      |
| Xinying                                  | 新營區 | Xīnyíng      | Sin-iâⁿ          | Sîn-yàng     | 38,5386      | 77.966      | 2.023    |
| Houbi                                    | 後壁區 | Hòubì        | Āu-piah          | Heu-piak     | 72,2189      | 23.718      | 328      |
| Baihe                                    | 白河區 | Báihé        | Pe̍h-hô           | Pha̍k-hò      | 126,4046     | 28.520      | 226      |
| Dongshan                                 | 東山區 | Dōngshān     | Tong-san         | Tûng-sân     | 124,9178     | 21.049      | 169      |
| Liujia                                   | 六甲區 | Liùjiǎ       | La̍k-kah          | Liuk-kap     | 67,5471      | 22.275      | 330      |
| Xiaying                                  | 下營區 | Xiàyíng      | Ē-iâⁿ            | Ha-yàng      | 33,5291      | 24.239      | 723      |
| Liuying                                  | 柳營區 | Liǔyíng      | Liú-iâⁿ          | Liú-yàng     | 61,2929      | 21.365      | 349      |
| Yanshui                                  | 鹽水區 | Yánshuǐ      | Kiâm-chúi        | Yàm-súi      | 52,2455      | 25.583      | 490      |
| Shanhua                                  | 善化區 | Shànhuà      | Siān-hòa         | San-fa       | 55,3097      | 48.386      | 875      |
| Danei                                    | 大內區 | Dànèi        | Tōa-lāi          | Thai-nui     | 70,3125      | 9.761       | 139      |
| Shanshang                                | 山上區 | Shānshàng    | San-siōng        | Sân-song     | 27,8780      | 7.314       | 263      |
| Xinshi                                   | 新市區 | Xīnshì       | Sin-chhī         | Sîn-sṳ       | 47,8096      | 36.574      | 765      |
| Anding                                   | 安定區 | Āndìng       | An-tēng          | Ôn-thin      | 31,2700      | 30.564      | 977      |
| Gesamt                                   | Gesamt | Gesamt       | Gesamt           | Gesamt       | 2191,6531    | 1.886.522   | 861      |
| Quelle: Stadtbüro Tainan (Dezember 2017) |        |              |                  |              |              |             |          |

## Wirtschaft
Im Stadtgebiet von Tainan gibt es insgesamt sechs Fischereihäfen (漁港,  Yúgǎng): zwei im Bezirk Beimen (Heliao (蚵寮,  Héliáo) und Beimen (北門,  Běimén)), zwei im Bezirk Jiangjyun (Jiangjyun (將軍,  Jiāngjūn) und Qingshan (青山,  Qīngshān)), und je einer im Bezirk Qigu (Xiashan (下山,  Xiàshān)) und im Bezirk Annan (Sihcao (四草,  Sìcǎo)). Außerdem fungiert auch der Hafen Anping (安平港,  Ānpíng gǎng) als Fischereihafen.

## Universitäten und Hochschulen
Tainan ist Sitz mehrerer Universitäten und Hochschulen.
- Cheng-Kung-Nationaluniversität (NCKU)
- Süd-Taiwan-Universität für Naturwissenschaft und Technik (STUST)
- Christliche Chang-Jung-Universität (CJCU)
- Kun-Shan-Universität (KSU)
- Nationaluniversität Tainan (NUTN)
- Nationale Kunstuniversität Tainan (TNNUA)
- Technische Universität Tainan (TUT)
- Fernost-Universität (FEU)
- Kang-Ning-Universität (UKN)
- Chia-Nan-Universität für Pharmazie und Naturwissenschaft (CHNA)
- Chung-Hwa-Universität für Medizintechnik (HWAI)
- Nan-Jeon-Universität für Naturwissenschaften und Technik (NJU)
- Shoufu-Universität Taiwan (TSU)

## Tempel

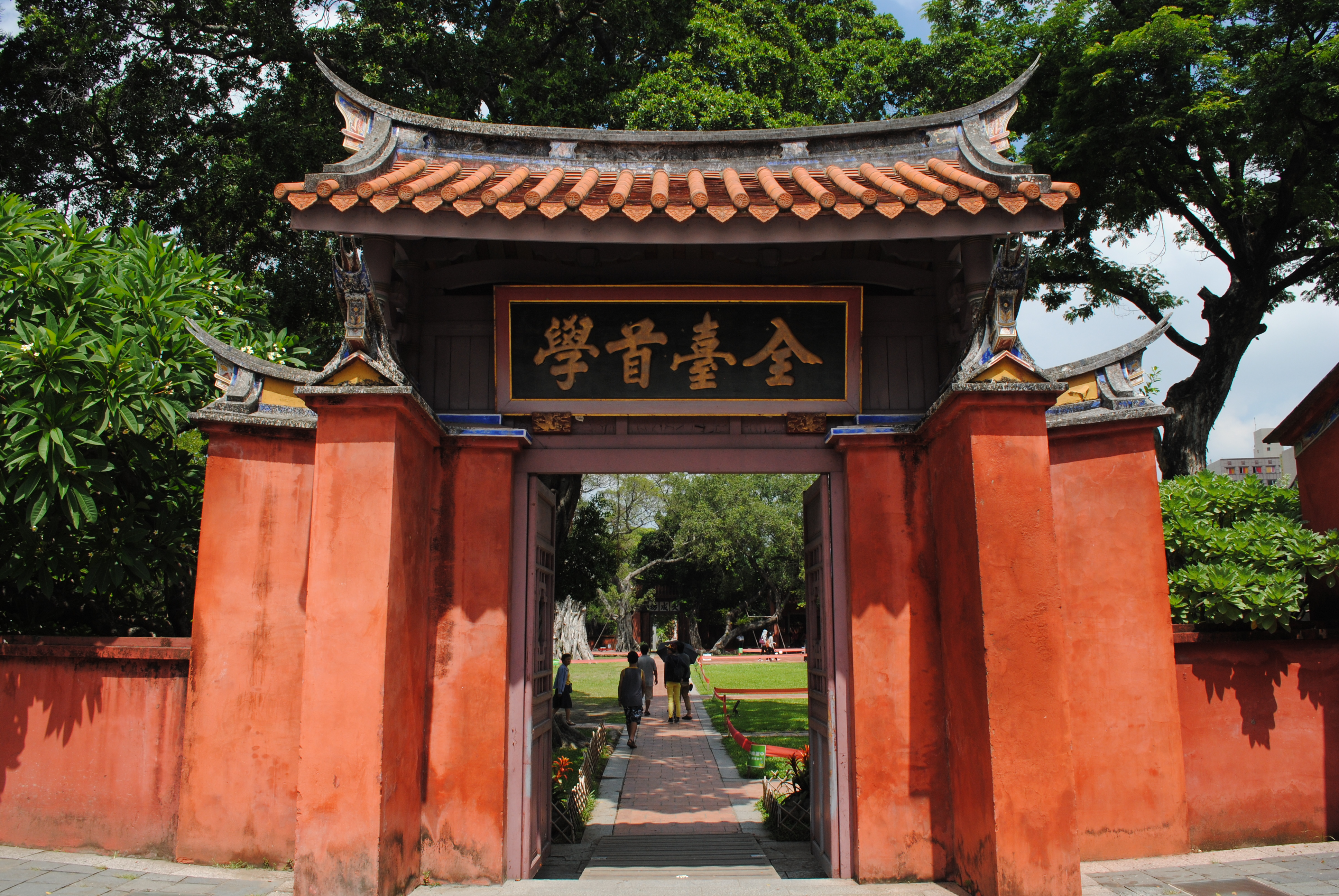
Eingang zum Konfuziustempel mit der Überschrift Erste Schule Taiwans

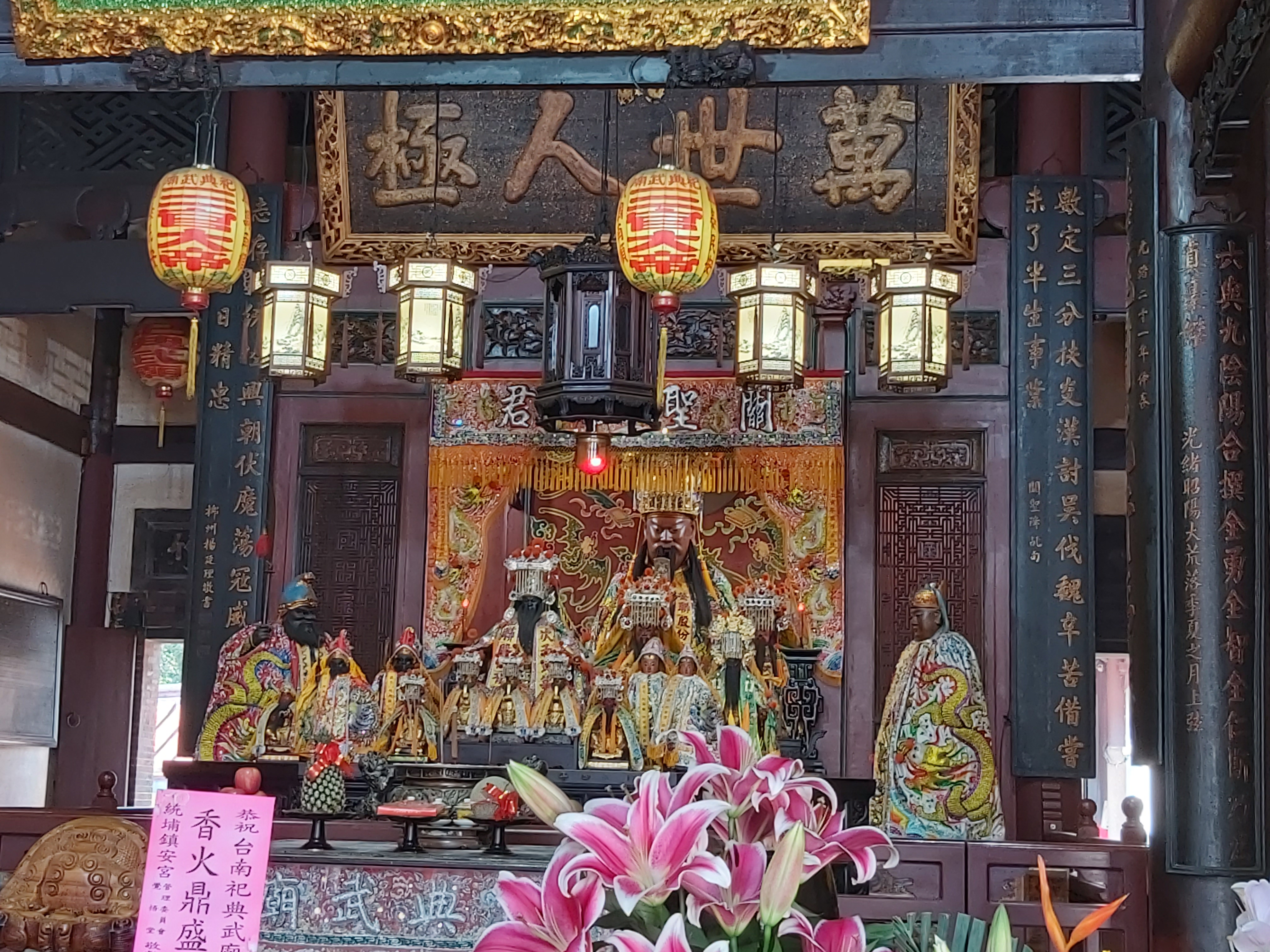
Altar im Sidian Wumiao

Einige der zahlreichen Tempel Tainans zählen zu den am besten erhaltenen Beispielen traditioneller chinesischer Kultur in Taiwan. Bedeutende sind unter anderem der älteste Konfuziustempel Taiwans (臺南孔子廟) aus dem Jahr 1665 in der Nanmen-Straße, des Weiteren der dem Kriegsgott Guan Yu gewidmete Tempel Sidian Wumiao (祀典武廟) in der Yongfu-Straße und der benachbarte Mazu-Tempel Da Tianhou Gong (大天后宮), der für seine Schnitzereien bekannt ist. Sehenswürdigkeiten sind auch der Tempel der fünf Konkubinen, der den Konkubinen gewidmet ist, die lieber mit ihrem Prinzen sterben wollten und Selbstmord begingen als sich der Qing-Dynastie zu ergeben, und der 延平郡王祠 (Yanping Junwang Ci) an der Kaishan-Straße, ein Schrein für Zheng Chenggong (Koxinga), einen Getreuen der Ming-Dynastie, der im Jahr 1662 die Niederländer aus Taiwan vertrieb.
Im Viertel Luermen (Bezirk Annan) befinden sich zwei bekannte, der Göttin Mazu gewidmete Tempel: der 1684 erbaute Luermen Mazu Miao (鹿耳門媽祖廟) mit einem um die Zeit der Tempelgründung entstandenen Bildnis der Göttin und der Zhengtong Luermen Shengmu Miao (正統鹿耳門聖母廟), ein umfangreicher Gebäudekomplex.

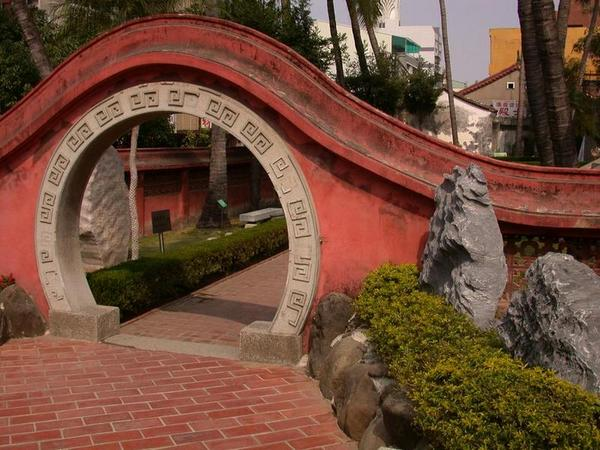
Tor beim Fort Provintia

## Partnerstädte
Tainan hat offizielle Kontakte zu vielen Städten oder anderen staatlichen Verwaltungseinheiten im In- und Ausland aufgenommen. Es werden Schwesterstädte und Freundschaftsstädte unterschieden. Im Folgenden sind beide mit Datum des Abschlusses des Abkommens aufgeführt.

### Schwesterstädte
- Monterey (Kalifornien) USA (8. Feb. 1965)
- Gwangju, Südkorea (17. Sep. 1968)
- San José (Kalifornien), USA (12. Apr. 1977)
- Kansas City (Missouri), USA (10. Apr. 1978)
- Columbus (Ohio), USA (7. Okt. 1980)
- Cavite City, Philippinen (16. Aug. 1980)
- Tagaytay, Philippinen (16. Aug. 1980)
- Trece Martires, Philippinen (16. Aug. 1980)
- Pasay, Philippinen (10. Sep. 1980)
- Kinmen, Republik China (27. Apr. 1981)
- Santa Cruz de la Sierra, Bolivien (5. Juni 1981)
- Nelson Mandela Bay, Südafrika (11. März 1982 mit Port Elizabeth)
- Orlando (Florida), USA (24. Juni 1982)
- Gold Coast City, Australien (27. Okt. 1982)
- Fairbanks, USA (16. Mai 1983)
- Laredo (Texas), USA (12. Okt. 1985)
- Oklahoma City, USA (23. Aug. 1986)
- Huntsville (Alabama), USA (25. Aug. 1986)
- Carbondale (Illinois), USA (30. Aug. 1991)
- Löwen, Belgien (5. März 1993)
- Snohomish County, USA (30. Juni 1998)
- Raʿanana, Israel (26. Okt. 1999)
- Zacapa, Guatemala (18. März 2003)
- Elbing, Polen (29. Apr. 2004)
- Keçiören, Türkei (4. Juli 2005)
- Esbjerg Kommune (früher Ribe), Dänemark (7. Juli 2005)

### Freundschaftsstädte
- Landkreis Penghu, Republik China (7. Juli 2004)
- Cagayan de Oro, Philippinen (9. Sep. 2005)
- Sendai, Japan, (20. Jan. 2006)
- Nikkō, Japan, (16. Jan. 2009)
- Almere, Niederlande, (20. Juni 2009)
- Arizona, USA, (12. Nov. 2013)
- Minakami (Gunma), Japan, (13. Dezember 2013)
- Präfektur Shiga, Japan, (19. Dezember 2013)
- Parramatta City, Australien, (5. Juni 2014)
- Kaga (Ishikawa), Japan, (7. Juli 2014)
- Steiermark, Österreich (5. Okt. 2015)
- Chandler (Arizona), USA, (27. Okt. 2016)
- Fujinomiya, Japan, (24. Juni 2017)
- Präfektur Aomori, Japan, (4. Dez. 2017)
- Hirosaki, Japan, (4. Dez. 2017)
- Yamagata (Yamagata), Japan, (6. Dez. 2017)
- Wotje-Atoll (2. Okt. 2018)

## Museen
- Chimei Museum

## Söhne und Töchter der Stadt
- Jen-Hsun Huang (* 1963), Unternehmer
- Lisa Su (* 1969), Unternehmerin
- Enzo (* 1973), taiwanischer Autor und Illustrator von Bilderbüchern
- Wang Shi-ting (* 1973), Tennisspielerin
- Wang Chien-ming (* 1980), Baseballspieler (Washington Nationals)
- Huang Yi-Hua (* 1984), Tischtennisspielerin
- Huang Liang-chi (* 1992), Tennisspieler
- Tzuyu (* 1999), taiwanische Popsängerin und Mitglied der südkoreanischen Girlgroup Twice